# Olympische Sommerspiele 2004/Teilnehmer (Barbados)
| Gelbes Symbol für Goldmedaillen mit stilisierten Olympischen Ringen | Graues Symbol für Silbermedaillen mit stilisierten Olympischen Ringen | Braundes Symbol für Bronzemedaillen mit stilisierten Olympischen Ringen |
| ------------------------------------------------------------------- | --------------------------------------------------------------------- | ----------------------------------------------------------------------- |
| —                                                                   | —                                                                     | —                                                                       |

Barbados nahm an den Olympischen Sommerspielen 2004 in Athen, Griechenland, mit einer Delegation von zehn Sportlern (neun Männer und eine Frau) teil.

## Teilnehmer nach Sportarten

### Judo
- Barry Kirk Jackman
Halbschwergewicht bis 100 kg: 1. Runde

### Leichtathletik
- Obadele Thompson
100 Meter Männer: 7. Platz

- Stephen Jones
110 Meter Hürden Männer: 2. Runde

- Andrea Blackett
400 Meter Hürden Frauen: Vorläufe

### Radsport
- Barry Forde
Bahn Sprint Männer: 13. Platz

### Schießen
- Michael Maskell
Skeet Männer: 31. Platz

### Schwimmen
- Terrence Haynes
50 Meter Freistil Männer: Vorläufe

- Damian Alleyne
100 Meter Freistil Männer: Vorläufe
200 Meter Freistil Männer: Vorläufe

- Bradley Ally
200 Meter Lagen Männer: Vorläufe
400 Meter Lagen Männer: Vorläufe
100 Meter Brust Männer: Vorläufe
200 Meter Brust Männer: Vorläufe
100 Meter Rücken Männer: Vorläufe
200 Meter Rücken Männer: Vorläufe

- Nicholas Neckles
100 Meter Rücken Männer: Vorläufe
200 Meter Rücken Männer: Vorläufe